# Wilcze Laski
Wilcze Laski est une localité polonaise de la gmina rurale et du powiat de Szczecinek en voïvodie de Poméranie-Occidentale.

## Géographie

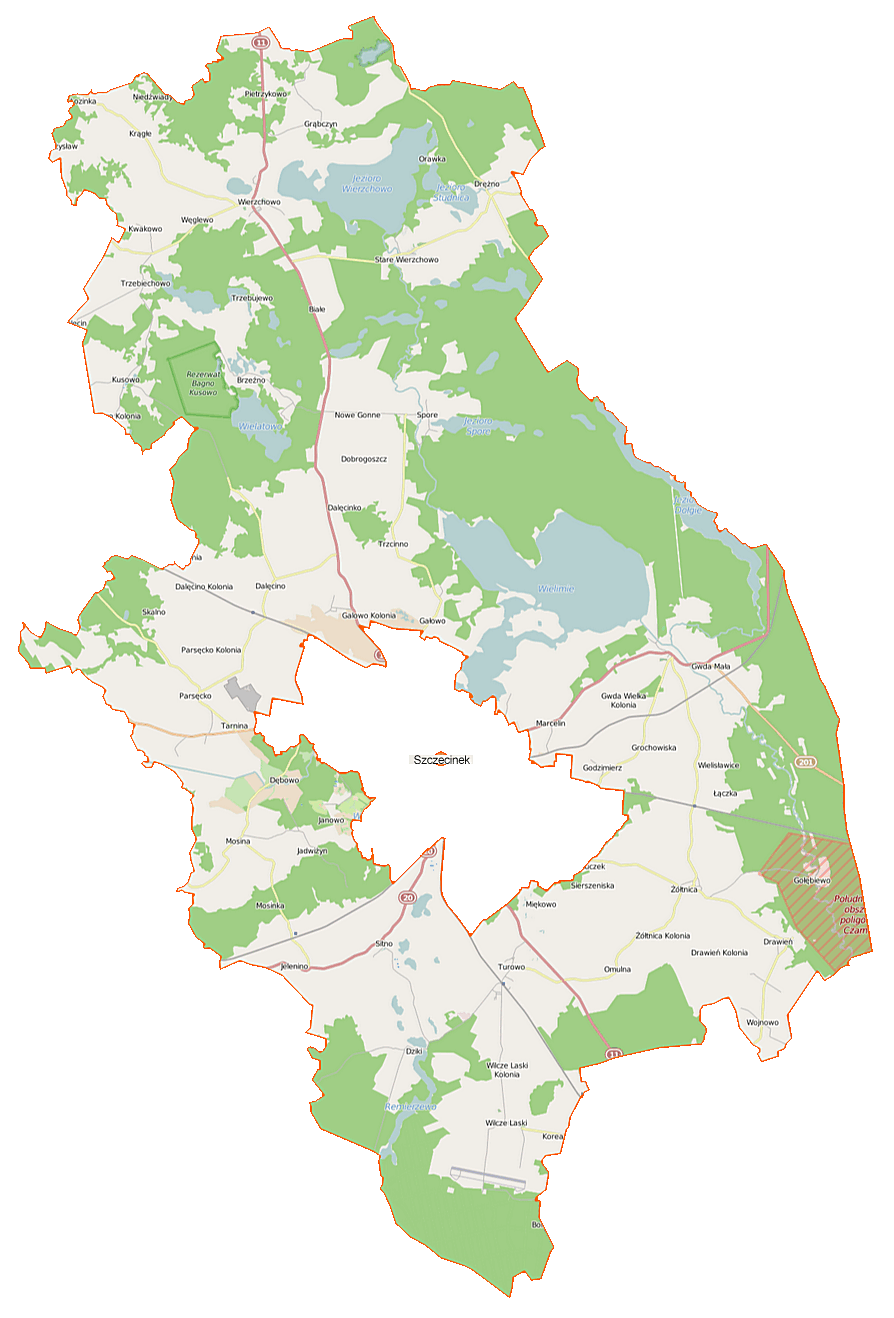
Carte de la gmina de Szczecinek.

## Histoire
De 1725 à 1945, Wulfflatzke fait partie de l'arrondissement de Neustettin dans le district de Köslin au sein de la province de Poméranie.